# Lijst van Nederlandse etappewinnaars Ronde van Italië
Onderstaande lijst toont alle Nederlandse etappeoverwinningen in de Ronde van Italië (bijgewerkt tot en met Ronde van Italië 2025). Het totaal aantal Nederlandse individuele etappeoverwinningen bedraagt 37. Renners vet gezet zijn nog actief.
| Naam                 | Totaal | Jaar | Etappe                                                       | Type        |
| -------------------- | ------ | ---- | ------------------------------------------------------------ | ----------- |
| Jeroen Blijlevens    | 2      | 1999 | 3e etappe Catania - Messina (176 km)                         | Massasprint |
| Jeroen Blijlevens    | 2      | 1999 | 7e etappe Foggia - Lanciano (153 km)                         | Massasprint |
| Koen Bouwman         | 2      | 2022 | 7e etappe Diamante - Potenza (196 km)                        | Heuvelrit   |
| Koen Bouwman         | 2      | 2022 | 19e etappe Marano Lagunare - Castelmonte (178 km)            | Heuvelrit   |
| Erik Breukink        | 2      | 1987 | 1e etappe deel A San Remo - San Romolo (31 km)               | Tijdrit     |
| Erik Breukink        | 2      | 1988 | 14e etappe Chiesa Val Mare - Bormio (120 km)                 |             |
| Tom Dumoulin         | 4      | 2016 | 1e etappe Apeldoorn - Apeldoorn (9,8 km)                     | Tijdrit     |
| Tom Dumoulin         | 4      | 2017 | 10e etappe Foligno - Montefalco (39,8 km)                    | Tijdrit     |
| Tom Dumoulin         | 4      | 2017 | 14e etappe Castellania - Santuario di Oropa (Biella) (131km) | Bergrit     |
| Tom Dumoulin         | 4      | 2018 | 1e etappe Jeruzalem - Jeruzalem (9,7 km)                     | Tijdrit     |
| Jos van Emden        | 1      | 2017 | 21e etappe Monza - Milano (29,3 km)                          | Tijdrit     |
| Piet van Est         | 1      | 1961 | 8e etappe Cosenza - Taranto (237 km)                         |             |
| Wim van Est          | 1      | 1953 | 1e etappe Milaan - Abano Terme (263 km)                      |             |
| Daan Hoole           | 1      | 2025 | 10e etappe Lucca-Pisa (28,6 km)                              | Tijdrit     |
| Taco van der Hoorn   | 1      | 2021 | 3e etappe Biella - Canale (190 km)                           | Ontsnapping |
| Gerben Karstens      | 1      | 1973 | 5e etappe St. Vincent - Milaan (173 km)                      |             |
| Olav Kooij           | 3      | 2024 | 9e etappe Avezzano - Napels (214 km)                         | Massasprint |
| Olav Kooij           | 3      | 2025 | 12e etappe Modena - Viadana (172 km)                         | Massasprint |
| Olav Kooij           | 3      | 2025 | 21e etappe Rome - Rome (141 km)                              | Massasprint |
| Cees Lute            | 1      | 1964 | 19e etappe Alessandria - Cuneo (206 km)                      |             |
| Jan Nolten           | 1      | 1956 | 5e etappe deel B Circuit San Marino (12 km)                  | Tijdrit     |
| Jean-Paul van Poppel | 4      | 1986 | 2e etappe Sciacca - Catania (259 km)                         | Massasprint |
| Jean-Paul van Poppel | 4      | 1986 | 13e etappe Siena - Sarzana (175 km)                          | Massasprint |
| Jean-Paul van Poppel | 4      | 1989 | 1e etappe Taormina - Catania (123 km)                        | Massasprint |
| Jean-Paul van Poppel | 4      | 1989 | 15e etappe deel A Corvara Alta Ba - Trento (131 km)          | Massasprint |
| Mies Stolker         | 1      | 1956 | 13e etappe deel A Lucca - Bologna (168 km)                   |             |
| Mathieu van der Poel | 1      | 2022 | 1e etappe Boedapest-Visegrád (195 km)                        | Heuvelrit   |
| Casper van Uden      | 1      | 2025 | 4e etappe Alberobello-Lecce (189 km)                         | Heuvelrit   |
| Johan van der Velde  | 3      | 1986 | 19e etappe Cremona - Pejo Terme (211 km)                     | Bergrit     |
| Johan van der Velde  | 3      | 1987 | 15e etappe Lido di Jesolo - Sappada (224 km)                 | Bergrit     |
| Johan van der Velde  | 3      | 1987 | 16e etappe Sappada - Canazei (211 km)                        |             |
| Wout Wagtmans        | 3      | 1954 | 13e etappe Genua - Turijn (211 km)                           |             |
| Wout Wagtmans        | 3      | 1954 | 19e etappe Grado - San Martino di Castrozza (247 km)         |             |
| Wout Wagtmans        | 3      | 1957 | 6e etappe Loreto - Terni (175 km)                            |             |
| Pieter Weening       | 2      | 2011 | 5e etappe Piombino - Orvieto (201 km)                        | Heuvelrit   |
| Pieter Weening       | 2      | 2014 | 9e etappe Lugo - Sestola (172 km)                            | Bergetappe  |
| Huub Zilverberg      | 1      | 1962 | 8e etappe Avellino - Foggia (110 km)                         |             |

 winnaars · 
roze trui · 
  puntenklassement · 
  bergklassement · 
 jongerenklassement · 
 intergiro · 
 ploegenklassement · 
 strijdlust · 
 zwarte trui
Giro d'Italia Next Gen · Giro Donne · Cima Coppi
 Belgische rozetruidragers · etappewinnaars
 Nederlandse rozetruidragers · etappewinnaars
Mannen:
1909 · 
1910 · 
1911 · 
1912 · 
1913 · 
1914 · 
1919 · 
1920 · 
1921 · 
1922 · 
1923 · 
1924 · 
1925 · 
1926 · 
1927 · 
1928 · 
1929 · 
1930 · 
1931 · 
1932 · 
1933 · 
1934 · 
1935 · 
1936 · 
1937 · 
1938 · 
1939 · 
1940 · 
1946 · 
1947 · 
1948 · 
1949 · 
1950 · 
1951 · 
1952 · 
1953 · 
1954 · 
1955 · 
1956 · 
1957 · 
1958 · 
1959 · 
1960 · 
1961 · 
1962 · 
1963 · 
1964 · 
1965 · 
1966 · 
1967 · 
1968 · 
1969 · 
1970 · 
1971 · 
1972 · 
1973 · 
1974 · 
1975 · 
1976 · 
1977 · 
1978 · 
1979 · 
1980 · 
1981 · 
1982 · 
1983 · 
1984 · 
1985 · 
1986 · 
1987 · 
1988 · 
1989 · 
1990 · 
1991 · 
1992 · 
1993 · 
1994 · 
1995 · 
1996 · 
1997 · 
1998 · 
1999 · 
2000 · 
2001 · 
2002 · 
2003 · 
2004 · 
2005 · 
2006 · 
2007 · 
2008 · 
2009 · 
2010 · 
2011 · 
2012 · 
2013 · 
2014 · 
2015 · 
2016 · 
2017 · 
2018 · 
2019 · 
2020 · 
2021 · 
2022 · 
2023 · 
2024 · 
2025
Vrouwen:
1988 · 
1989 · 
1990 · 
1991 ·
1992 ·
1993 · 
1994 · 
1995 · 
1996 · 
1997 · 
1998 · 
1999 · 
2000 · 
2001 · 
2002 · 
2003 · 
2004 · 
2005 · 
2006 · 
2007 · 
2008 · 
2009 · 
2010 · 
2011 · 
2012 ·
2013 · 
2014 ·
2015 ·
2016 ·
2017 ·
2018 ·
2019 ·
2020 ·
2021 ·
2022 ·
2023 ·
2024 ·
2025